# Schock
Shock este un film de groază italian din 1977, regizat de Mario Bava. Rolurile principale sunt interpretate de actorii Daria Nicolodi și John Steiner. A fost lansat în SUA ca Beyond the Door II. Este ultimul film de lungmetraj al lui Bava.  

## Distribuție
- Daria Nicolodi - Dora Baldini
- John Steiner - Bruno Baldini
- David Colin Jr. - Marco
- Ivan Rassimov - dr. Aldo Spidini
- Nicola Salerno - Carlo (nemenționat)

## Legături externe
- https://www.cinemagia.ro/filme/schock-150666/